# Cut Copy
Cut Copy – australijski zespół muzyczny, założony w 2001 roku w Melbourne. Grupa łączy ze sobą style elektroniczne oraz rockowe, takie jak: synth pop, dance-punk oraz indie rock. Zespół wydał pierwszy album w 2004 roku, choć dopiero płyta In Ghost Colours z 2008 roku okazała się dla muzyków przełomem. Pochodziły z niej dwa przeboje „Lights & Music” oraz „Hearts on Fire”. Inne popularne utwory Cut Copy to „Take Me Over” i „Going Nowhere”.

## Historia
Zespół był początkowo solowym projektem DJ-a Dana Whitforda, który w 2001 roku wydał singel „1981”. Po nawiązaniu współpracy z Bennettem Foddym, zespół wydał EP I Thought of Numbers. Później do składu dołączyli Mitchell Scott oraz Tim Hoey i już jako kwartet Cut Copy nagrali swój debiutancki LP, Bright Like Neon Love, wydany w kwietniu 2004. Choć album nie wszedł na listy sprzedaży, to zdobył bardzo pozytywne recenzje i wylansował popularne single „Future” i „Going Nowhere”. Foddy wkrótce opuścił grupę by rozpocząć studia.
Grupa pracowała nad nowym materiałem przez większość 2006 roku, w międzyczasie wydając mix DJ-ski FabricLive.29. Rok później ukazał się singel „Hearts on Fire”, który spotkał się zarówno z sukcesem komercyjnym jak i uznaniem krytyki. Choć następny krążek był już wówczas ukończony, ujrzał on światło dzienne dopiero w marcu 2008 roku. Płyta In Ghost Colours uzyskała bardzo przychylne recenzje i znalazła się w kilku podsumowaniach obejmujących 2008 rok. W Australii dotarła do 1. miejsca na liście sprzedaży, uzyskując tam status złotej. Singel „Lights & Music” pochodzący z tego albumu został użyty w grze FIFA 09 i stał się największym przebojem zespołu.
W lutym 2011 roku, Cut Copy (już z Benem Browningiem w składzie) wydali album Zonoscope, poprzedzony singlami „Where I'm Going” i „Take Me Over”. Krążek także spotkał się z sukcesem, docierając do miejsca 3. w Australii. Płyta otrzymała także pozytywne recenzje i zdobyła nagrodę Australijskiego Stowarzyszenia Przemysłu Muzycznego dla najlepszego albumu dance oraz albumu z najlepszą szatą graficzną. W listopadzie 2013 odbyła się premiera czwartego albumu, zatytułowanego Free Your Mind. Krążek poprzedzony został singlami „Let Me Show You Love” oraz nagraniem tytułowym, w którego teledysku wystąpił aktor Alexander Skarsgård. Choć album nie dorównał popularnością dwóm poprzednim płytom, to wciąż cieszył się dobrymi recenzjami. Zespół koncertował w Ameryce Północnej i Południowej oraz Europie, a następnie wydał dwie kolejne kompilacje DJ-skie.
Jesienią 2016 kwartet wydał minialbum January Tape, zawierający instrumentalny materiał w stylu ambientowym. Ich piąta płyta studyjna, Haiku from Zero, ukazała się we wrześniu 2017, promowana singlami „Airborne” i „Standing in the Middle of the Field”. Choć uzyskała względnie dobre recenzje, to nie była sukcesem pod względem komercyjnym. Zespół wyruszył w trasę koncertową po obu Amerykach, Australii i Japonii, a w 2019 roku dał serię koncertów w Europie. Kolejna płyta, Freeze, Melt, ukazała się w sierpniu 2020 i prezentowała bardziej stonowane, ambientowe brzmienie. Wydawnictwo spotkało się w większości z pozytywnymi recenzjami, jednak nie było dużym sukcesem na listach sprzedaży.

## Członkowie zespołu
Aktualni członkowie
- Dan Whitford – wokal, keyboard, gitara (od 2001)
- Tim Hoey – gitara, sampler (od 2003)
- Mitchell Scott – perkusja (od 2003)
- Ben Browning – gitara basowa (od 2010)

Byli członkowie
- Bennett Foddy – gitara basowa, syntezator (2001–2004)

## Dyskografia
Źródła:
| - Bright Like Neon Love (2004) - In Ghost Colours (2008) - Zonoscope (2011) - Free Your Mind (2013) - Haiku from Zero (2017) - Freeze, Melt (2020) | - I Thought of Numbers (2001) - A Tale of Two Journeys (2011) - January Tape (2016) - Haiku from Zero (Remixes) (2018) - FabricLive.29 (2006) - So Cosmic (2008) - Oceans Apart (2014) - Forest Through the Trees (2015) |

### Single
- „1981” (2001)
- „Drop the Bomb” (2001)
- „Glittering Clouds” (2001)
- „Rendezvous” (2001)
- „Future” (2003)
- „Saturdays” (2004)
- „Going Nowhere” (2005)
- „Hearts on Fire” (2007)
- „So Haunted” (2007)
- „Lights & Music” (2008)
- „Far Away” (2008)
- „Where I'm Going” (2010)
- „Take Me Over” (2010)
- „Need You Now” (2011)
- „Blink and You'll Miss a Revolution” (2011)
- „Sun God” (2012)
- „Let Me Show You Love” (2013)
- „Free Your Mind” (2013)
- „We Are Explorers” (2013)
- „In These Arms of Love” (2014)
- „Meet Me in a House of Love” (2014)
- „Airborne” (2017)
- „Standing in the Middle of the Field” (2017)
- „Black Rainbows” (2017)
- „Ocean Blue” (2018)
- „Love Is All We Share” (2020)
- „Cold Water” (2020)
- „Like Breaking Glass” (2020)